# Mansfield-et-Pontefract
Mansfield-et-Pontefract est une municipalité du Québec située dans la MRC de Pontiac dans l'Outaouais. La municipalité entoure le village de Fort-Coulonge. Les habitants sont des Mansfieldiens.

## Toponymie
Le canton de Mansfield, proclamé en 1849, a donné naissance à la municipalité du canton du même nom en 1855, laquelle a annexé, le 1er janvier 1868, le canton de Pontefract établi officiellement en 1863. En 1999, elle fête son 150e anniversaire. En 2003, la municipalité des cantons unis de Mansfield-et-Pontefract est devenue la municipalité de Mansfield-et-Pontefract.

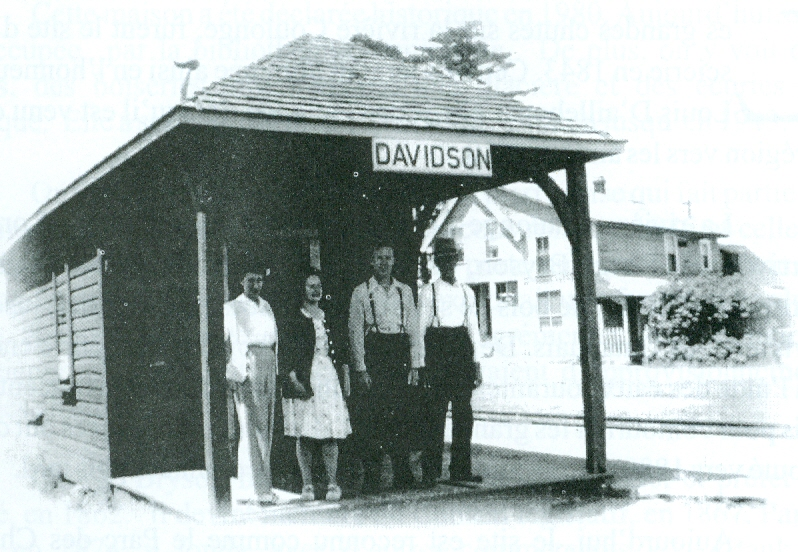
Gare de Davidson, Québec.

Mansfield doit son appellation à une ville du Nottinghamshire anglais. Pour sa part, James White signale qu'il peut s'agir de sir James Mansfield (1733-1821), solliciteur général du Canada en 1780. On pourrait, en outre, avoir voulu honorer  William Murray, premier comte de Mansfield (1705-1793) qui, à la Chambre des lords, jouera un rôle important en appuyant Carleton sur la question du mode de tenure des terres, immédiatement après l'Acte de Québec. Pour sa part, Pontefract rappelle une ville de l'Angleterre, dans le Yorkshire.
À noter que la municipalité du village de Fort-Coulonge a été constituée en 1888 d'un territoire détaché du canton de Mansfield et que la paroisse de Saint-Pierre-de-Fort-Coulonge couvrait à l'origine l'ensemble des deux cantons.

## Géographie

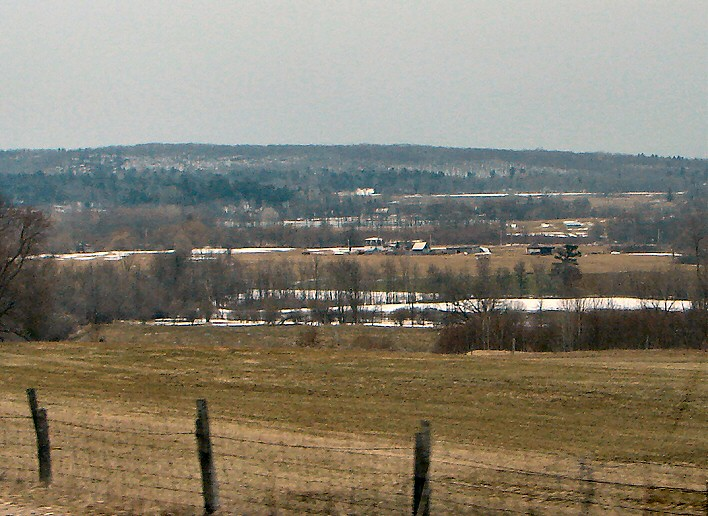
Campagne de Mansfield-et-Pontefract

### Secteurs
La municipalité se divise en plusieurs secteurs issus des regroupements des populations:

#### Davidson
Situé au confluent de la rivière Coulonge et de la rivière des Outaouais, le hameau est nommé en l'honneur de Robert Davidson qui y construit une scierie d'épinette située sur le lieu que l'on dit être l'emplacement du premier fort Coulonge (1694 à 1824). Ce dernier exploite la scierie jusqu'en 1955. Elle passe ensuite entre les mains de J.E Boyle puis revendu dans les années 1960 à E.B. Eddy et enfin quelques autres propriétaires afin de produire du sciage de pin blanc.
Il y avait également un quai, un phare, un hôtel et une gare puisqu'un bateau à vapeur circulait sur la rivière des Outaouais de Waltham à Hull. Le train y circulera à partir de 1888. Les Davidson y construisent également une école anglaise. La chapelle de Davidson (Mission Sacré-Cœur), anciennement une école française ainsi que l'école St-Jean (construite en 1959) sont toujours sur place.
Vers 1780, la Compagnie du Nord-Ouest fait l'acquisition du fort puis vers 1824, opéré par la Compagnie de la Baie d'Hudson, le fort Coulonge est déplacé de son site original à l'embouchure de la rivière Coulonge (site actuel de la scierie Davidson)vers un lieu un peu plus à l'ouest à mi-chemin de la pointe Sèche. En 1855, les bâtiments du poste du fort Coulonge sont vendus à un certain Connelly. Ce dernier y aurait maintenu un magasin général jusqu'en 1866. Vendus par la suite à John Bryson, ces bâtiments auraient été laissés à l'abandon. En 1892, un incendie détruit la plupart des bâtiments du fort Coulonge. Le dernier aurait été démoli au début du XXe siècle. Une croix de bois blanche existe toujours entre la route et la rivière, marquant l'endroit occupé par le cimetière.

#### Saint-Camille
Situé à l'est de la municipalité et de la rivière Coulonge, le quartier est adjacent au village de Fort-Coulonge, côté nord.  Son nom provient du prénom d'un curé, le père Camille Dagenais.  Il s'est construit autour d'une scierie de càdre (Thuya) opérée par André Lévesque, époux de Gilberte Leguerrier. On y fabriquait des bardeaux pour les toits de maison.
En 1962, Jean-Baptiste Migneault déménage sa scierie de bois feuillu construite en 1956 en bordure du lac Du Dépôt (dépôt Davidson) dans Saint-Camille.  En 1967, elle est achetée par Rémi Fortin qu'il l'opérera jusqu'en 1995 puis vendu à Produits forestiers Coulonge. Elle est détruite par un incendie le 3 janvier 1998 et reconstruite dans Litchfield.

#### Le Bois Franc (canton de Pontefrac)
Les pionniers s'y installent début 1800. En 1875, on construit à Bois-Franc, à 12 km au nord de Fort-Coulonge, l'église catholique Saint-Antoine et une école. La fondation du bâtiment et le cimetière existe encore aujourd'hui. une plaque rappelle les noms des pionniers.
Le site sur Google Maps 45° 57′ 29,88″ N, 76° 44′ 26,03″ O

#### Le Projet Amyotte
Situé à l'ouest de Saint-Camille et de la rivière Coulonge.
On y retrouve la maison Bryson ainsi que le Pont Félix-Gabriel-Marchand.

### Géographie physique
- L'Île Pearson (Île Frost)
- Lac La Truite
- Lac Jim
- Lac Galarneau
- Chutes Coulonge
- Le Grand-Marais
- Le Chemin de la Passe

## Histoire
Pour un article plus général, voir Histoire du Pontiac.

## Démographie
| 1991  | 1996  | 2001  | 2006  | 2011  | 2016  | 2021  |
| ----- | ----- | ----- | ----- | ----- | ----- | ----- |
| 1 902 | 2 115 | 2 077 | 2 064 | 2 204 | 2 285 | 2 250 |

- Le recensement de 2001 de Statistiques Canada indique que Mansfield-et-Pontefract a une population totale de 2 077 personnes dont 410 métis et/ou autochtones (20 %).
- Les personnes de moins de 54 ans représentent 77 % de la population.
- Du côté linguistique, 1 655 personnes (80 %) indiquent parler le français, 335 personnes (16 %) l'anglais et 50 personnes (2 %) déclarent être bilingues.
- Le recensement indique également que la population a diminué de 1,8 % entre 1996 et 2001.
- Au recensement de 2006, la population est passée à 2 075 personnes.
- La population totale de l'agglomération Fort-Coulonge et Mansfield-et-Pontefract se chiffre actuellement à 3 757 personnes. La densité de population dans l'agglomération est de 8,8 habitants au km² et la superficie est de 424,23 km2 [7]

## Administration
Les élections municipales se font en bloc pour le maire et les six conseillers.
| Mansfield-et-Pontefract Maires depuis 2003                                                                           |                  |         |          |
| Élection | Maire            | Qualité | Résultat |
| 2003 | Richard Romain   |         | Voir     |
| 2005 | Richard Romain   | Voir    |          |
| 2009 | Leslie L. Bélair |         | Voir     |
| 2013 | Kathleen Bélec   |         | Voir     |
| 2017 | Gilles Dionne    |         | Voir     |
| 2021 | Sandra Armstrong |         | Voir     |
| Élection partielle en italique Depuis 2005, les élections sont simultanées dans toutes les municipalités québécoises |                  |         |          |

## Économie
Les vastes forêts de ce territoire, situé à l'embouchure de la rivière Coulonge qui le traverse, au nord de Fort-Coulonge et à l'est de Waltham-et-Bryson, attirent chaque année bon nombre de chasseurs. La principale industrie est une scierie installée en bordure du lac Coulonge dans la localité de Davidson.
En 2011, un homme d'affaires américain annonce son intention d'investir 5 milliards de dollars dans la municipalité de Mansfield-et-Pontefract pour la création d'un parc technologique,. Le projet n'aura jamais vu le jour. 